# Costa Rica op de Paralympische Zomerspelen 2020
Costa Rica was een van de landen die deelnam aan de Paralympische Zomerspelen 2020 in Tokio, Japan.

## Medailleoverzicht
| Atletiek | Sherman Isidro Guity Guity | 200 m, T64 (m) | Goud   |  |  |
|          |                            |                |        |  |  |
| Atletiek | Sherman Isidro Guity Guity | 100 m, T64 (m) | Zilver |  |  |

## Deelnemers en resultaten
(m) = mannen, (v) = vrouwen 

### Atletiek

#### Baanonderdelen
| Atleet                     | Onderdeel      | Series              | Series              | Finale              | Finale              |
| Atleet                     | Onderdeel      | Resultaat           | Rang                | Resultaat           | Rang                |
| -------------------------- | -------------- | ------------------- | ------------------- | ------------------- | ------------------- |
| Ernesto Fonseca            | 100 m, T51 (m) | Niet van toepassing | Niet van toepassing | 0:25.13             | 8e                  |
| Ernesto Fonseca            | 200 m, T51 (m) | Niet van toepassing | Niet van toepassing | 0:47.95             | 7e                  |
| Sherman Isidro Guity Guity | 100 m, T64 (m) | 0:10.88             | 4e                  | 0:10.78             | Zilver              |
| Sherman Isidro Guity Guity | 200 m, T64 (m) | 0:21.85             | 1e                  | 0:21.43 PR          | Goud                |
|                            |                |                     |                     |                     |                     |
| Melissa Calvo              | 100 m, T13 (v) | 0:14.25             | 18e                 | Niet gekwalificeerd | Niet gekwalificeerd |
| Melissa Calvo              | 400 m, T13 (v) | Gediskwalificeerd   | DSQ                 | Niet gekwalificeerd | Niet gekwalificeerd |

### Boogschieten
| Paralympiër         | Onderdeel                      | Kwalificatie | Kwalificatie | 1e ronde                          | 2e ronde                   | 3e ronde             | Kwartfinale          | Halve finale         | (troost)Finale       | Rang |
| Paralympiër         | Onderdeel                      | Score        | Positie      | Tegenstander Uitslag              | Tegenstander Uitslag       | Tegenstander Uitslag | Tegenstander Uitslag | Tegenstander Uitslag | Tegenstander Uitslag | Rang |
| ------------------- | ------------------------------ | ------------ | ------------ | --------------------------------- | -------------------------- | -------------------- | -------------------- | -------------------- | -------------------- | ---- |
| Diego Quesada Arias | Individueel, compound open (m) | 661          | 32e          | MEX Omar Echeverria W met 139-131 | CHN He Zihao V met 140-143 | Uitgeschakeld        | Uitgeschakeld        | Uitgeschakeld        | Uitgeschakeld        | 17e  |

### Taekwondo
| Paralympiër         | Onderdeel       | Resultaat | Prestatie |
| ------------------- | --------------- | --------- | --- |
| Andres Molina Gomez | +75 kg, K44 (m) | 5e        | 1/8e finale: W van KAZ Nyshan Omirali met 12-6 Kwartfinale: V van IRI Asghar Aziziaghdam met 9-11 Herkansingen, 1e ronde: W van ARU Elliott Andre Loonstra met 16-3 Herkansingen, finale: W van LBA Mohamed Alsanousi Abidar met 19-17 Bronzen finale: V van USA Evan Medell met 11-13 |

### Tafeltennis
| Paralympiër             | Onderdeel         | Groepsfase                    | Groepsfase                  | Groepsfase           | Positie | Finalefase           | Finalefase           | Finalefase           | Finalefase           | Plaats |
| Paralympiër             | Onderdeel         | Wedstrijd I                   | Wedstrijd II                | Wedstrijd III        | Positie | 1/8e finale          | Kwartfinale          | Halve finale         | Finale               | Plaats |
| Paralympiër             | Onderdeel         | Tegenstander Uitslag          | Tegenstander Uitslag        | Tegenstander Uitslag | Positie | Tegenstander Uitslag | Tegenstander Uitslag | Tegenstander Uitslag | Tegenstander Uitslag | Plaats |
| ----------------------- | ----------------- | ----------------------------- | --------------------------- | -------------------- | ------- | -------------------- | -------------------- | -------------------- | -------------------- | ------ |
| Steven Roman Chinchilla | Enkelspel, C8 (m) | UKR Maxym Nikolenko V met 0-3 | HUN Andras Csonka V met 0-3 | Niet van toepassing  | 3e      | Niet gekwalificeerd  | Niet gekwalificeerd  | Niet gekwalificeerd  | Niet gekwalificeerd  | 15e    |

### Tennis
| Paralympiër    | Onderdeel               | 1e ronde                                       | 2e ronde             | 3e ronde             | Kwartfinale          | Halve finale         | (troost)Finale       | Rang |
| Paralympiër    | Onderdeel               | Tegenstander Uitslag                           | Tegenstander Uitslag | Tegenstander Uitslag | Tegenstander Uitslag | Tegenstander Uitslag | Tegenstander Uitslag | Rang |
| -------------- | ----------------------- | ---------------------------------------------- | -------------------- | -------------------- | -------------------- | -------------------- | -------------------- | ---- |
| Jose Pablo Gil | Rolstoel, enkelspel (m) | MAS Abu Samah Borhan V met 1-2 (6-4, 3-6, 2-6) | Uitgeschakeld        | Uitgeschakeld        | Uitgeschakeld        | Uitgeschakeld        | Uitgeschakeld        | 33e  |

### Wegwielrennen
| Paralympiër                | Onderdeel              | Resultaat | Prestatie |
| -------------------------- | ---------------------- | --------- | --------- |
| Henry Esteban Raabe Mendez | Wegwedstrijd, C1-3 (m) | 23e       | 2:26:05   |
| Henry Esteban Raabe Mendez | Tijdrit, C3 (m)        | 13e       | 39:37.64  |

### Zwemmen
| Atleet              | Onderdeel                             | Series            | Series | Finale              | Finale              |
| Atleet              | Onderdeel                             | Resultaat         | Rang   | Resultaat           | Rang                |
| ------------------- | ------------------------------------- | ----------------- | ------ | ------------------- | ------------------- |
| Camila Haase Quiros | 100 m rugslag, S9 (v)                 | 1:22.65           | 9e     | Niet gekwalificeerd | Niet gekwalificeerd |
| Camila Haase Quiros | 200 m individuele wisselslag, SM9 (v) | Gediskwalificeerd | DSQ    | Niet gekwalificeerd | Niet gekwalificeerd |

Afghanistan · 
Algerije · 
Amerikaanse Maagdeneilanden · 
Angola · 
Argentinië · 
Armenië · 
Aruba · 
Australië · 
Azerbeidzjan · 
Bahrein · 
Barbados · 
Belarus · 
België · 
Benin · 
Bermuda · 
Bosnië en Herzegovina · 
Botswana · 
Brazilië · 
Bulgarije · 
Burkina Faso · 
Burundi · 
Cambodja · 
Canada · 
Centraal-Afrikaanse Republiek · 
Chili · 
China · 
Chinees Taipei · 
Colombia · 
Congo-Brazzaville · 
Congo-Kinshasa · 
Costa Rica · 
Cuba · 
Cyprus · 
Denemarken · 
Dominicaanse Republiek · 
Duitsland · 
Ecuador · 
Egypte · 
El Salvador · 
Estland · 
Ethiopië · 
Faeröer · 
Fiji · 
Filipijnen · 
Finland · 
Frankrijk · 
Gabon · 
Gambia · 
Georgië · 
Ghana · 
Griekenland · 
Groot-Brittannië · 
Guatemala · 
Guinee · 
Guinee‑Bissau · 
Haïti · 
Honduras · 
Hongarije · 
Hongkong · 
Ierland · 
IJsland · 
India · 
Indonesië · 
Irak · 
Iran · 
Israël · 
Italië · 
Ivoorkust · 
Jamaica · 
Japan · 
Jordanië · 
Kaapverdië · 
Kameroen · 
Kazachstan · 
Kenia · 
Kirgizië · 
Koeweit · 
Kroatië · 
Laos · 
Lesotho · 
Letland · 
Libanon · 
Liberia · 
Libië · 
Litouwen · 
Luxemburg · 
Madagaskar · 
Maleisië · 
Mali · 
Malta · 
Marokko · 
Mauritius · 
Mexico · 
Moldavië · 
Mongolië · 
Montenegro · 
Mozambique · 
Namibië · 
Nederland · 
Nepal · 
Nicaragua · 
Nieuw-Zeeland · 
Niger · 
Nigeria · 
Noord-Macedonië · 
Noorwegen · 
Oeganda · 
Oekraïne · 
Oezbekistan · 
Oman · 
Oostenrijk · 
Pakistan · 
Palestina · 
Panama · 
Papoea-Nieuw-Guinea · 
Peru · 
Polen · 
Portugal · 
Puerto Rico · 
Qatar · 
Roemenië · 
Russisch Paralympisch Comité ·
Rwanda · 
Saint Vincent en Grenadines · 
Samoa · 
Saoedi-Arabië · 
Sao Tomé en Principe · 
Senegal · 
Servië · 
Seychellen · 
Sierra Leone · 
Singapore · 
Slovenië · 
Slowakije · 
Somalië · 
Spanje · 
Sri Lanka · 
Syrië · 
Tadzjikistan · 
Tanzania · 
Thailand · 
Togo · 
Tonga · 
Trinidad en Tobago · 
Tsjechië · 
Tunesië · 
Turkije · 
Turkmenistan · 
Uruguay · 
Venezuela · 
Verenigde Arabische Emiraten · 
Verenigde Staten · 
Vietnam · 
Zimbabwe · 
Zuid-Afrika · 
Zuid-Korea · 
Zweden · 
Zwitserland
Paralympisch Vluchtelingen Team